# بقية ذهبية
بقية ذهبية (الاسم العلمي:Coreopsis aurea) هو نوع نباتي يتبع جنس البقية من فصيلة النجمية.